# Aušra
Aušra o Auszra (literalment: Alba, Eixida del sol) fou el primer diari nacional lituà. La primera edició fou publicada el 1883, a Ragnit, Prússia Oriental, Alemanya, part etnolingüística de Prússia Oriental - Petita Lituània, i Jonas Basanavičius en fou el primer editor. Posteriorment fou publicat mensualment a Tilsit (actual Sovetsk a l'Óblast de Kaliningrad). Malgrat que només es van publicar quaranta edicions i que la seva tirada no va excedir dels 1.000 exemplars, fou un esdeveniment significatiu que va mar el començament del Renaixement nacional lituà que finalment va desembocar en la formació de l'estat independent de Lituània (1918-1940). Aquest període, entre 1883 e 1904, quan fou forçada la prohibició de la premsa lituana per part de les autoritats tsaristes, ha estat conegut com a Aušros gadynė (el "Període de l'Alba"). A causa de dificultats financeres, el periòdic va deixar de publicar-se el 1886.